# Beech Bottom
Beech Bottom è un comune degli Stati Uniti d'America, situato nello Stato della Virginia Occidentale, nella Contea di Brooke.